# Anteros acheus
Anteros acheus is een vlindersoort uit de familie van de prachtvlinders (Riodinidae), onderfamilie Riodininae.
Anteros acheus werd in 1781 beschreven door Stoll.